# Saint-Laurent-de-la-Cabrerisse

Saint-Laurent-de-la-Cabrerisse este o comună în departamentul Aude din sudul Franței. În 1 ianuarie 2022 avea o populație de 757 de locuitori.